# Anno dei sei imperatori
L'anno dei sei imperatori corrisponde, all'interno della storia romana, all'anno 238, così chiamato in quanto durante questo anno regnarono sei imperatori: Massimino il Trace (regnante dal 235-238), Gordiano I associato a Gordiano II (22 marzo - 12 aprile 238), Pupieno (22 aprile - 29 luglio 238), Balbino (23 aprile - 29 luglio 238) e Gordiano III (238 - 244).

## Storia
Il governo di Massimino il Trace venne reputato dagli storici dell'epoca come paragonabile a quello di un crudele tiranno, e nel gennaio del 238 scoppiò una rivolta in Nordafrica contro di lui. La Historia Augusta riporta a tal proposito:

"I Romani non potevano sopportare oltre le sue barbarità — il modo con cui chiamava gli informatori e incitava gli accusatori, inventava false accuse, uccideva uomini innocenti, condannava tutti a processo, riduceva gli uomini più ricchi nella più bieca povertà e traeva piacere dall'altrui rovina, ponendo molti generali e consoli a morte senza offesa, appropriandosi di carri di cibo e vino e mantenendo altri alla fame — e, incapaci di soffrire queste cose ancora a lungo, sorsero in rivolta." 

Molti giovani aristocratici africani assassinarono i raccoglitori di tasse locali e fecero pressioni sul governatore locale, Gordiano affinché si proclamasse imperatore. Gordiano seppur riluttante accettò l'offerta, ma dal momento che aveva 80 anni decise di prendere con sé un co-imperatore con eguali poteri ai suoi. Il senato riconobbe padre e figlio coi nomi di Gordiano I e Gordiano II rispettivamente.
Il loro regno durò appena 20 giorni. Capeliano, governatore della vicina provincia della Numidia, accumulò astio nei confronti dei Gordiani ed inviò pertanto un esercito a combatterli e li sconfisse in maniera pesante presso Cartagine. Gordiano II venne ucciso in battaglia e venuto a sapere di questa notizia, Gordiano I si impiccò.
Nel frattempo, Massimino, dichiarato nemico pubblico, aveva già iniziato la sua marcia su Roma con un proprio esercito. I precedenti candidati del senato, i Gordiani, non erano riusciti a sconfiggerlo ed ormai sul punto di essere sconfitti, i senatori propendettero per la nomina di un nuovo imperatore da contrapporgli. Senza altri candidati in vista, il 22 aprile 238 vennero eletti allo scopo due anziani senatori, Pupieno e Balbino, come imperatori congiunti.
La scelta non fu molto popolare e scoppiarono dei moti anche nella capitale dove la gente gettò pietre e bastoni contro i due nuovi sovrani. A quel punto, Marco Antonio Gordiano Pio, nipote tredicenne di Gordiano I, venne nominato anch'egli imperatore col nome di Gordiano III, mantenendo il potere solo nominalmente per placare la popolazione di Roma che era rimasta fedele ai Gordiani.
Pupieno venne inviato alla testa di un esercito contro Massimino, mentre Balbino rimase a Roma. Anche Massimino nel frattempo aveva dei problemi. Dall'inizio di febbraio raggiunse la città di Aquileia dove scoprì di avere di fronte a sé tre avversari da fronteggiare. Massimino dunque assediò la città, ma senza successo. Dall'aprile di quell'anno, per lo scontento creato dal suo fallimento, a corto di generali validi e di rifornimenti, e con la forte opposizione del senato, molti dei suoi legionari iniziarono a pensare di abbandonarlo.
I soldati della II Partica uccisero Massimino nella sua tenda assieme a suo figlio Massimo (che era stato nominato cesare nel 236) e si arresero a Pupieno alla fine di giugno di quell'anno. I corpi di Massimino e di suo figlio vennero decapitati e le loro teste portate a Roma. Per aver salvato Roma dal nemico pubblico, i soldati vennero tutti perdonati e rimandati alle loro province d'origine.
Il co-imperatore fece quindi ritorno a Roma, solo per trovarvi la città in rivolta. Balbino non era riuscito a tenere la situazione sotto controllo e la città si era ammutinata con scoppi di incendi ovunque. Con entrambi gli imperatori presenti, la situazione si calmò, ma per breve tempo. Gli stessi due co-imperatori temevano l'uno dell'altro, ma nel contempo insieme progettavano delle campagne militari, Pupieno contro i parti e Balbino contro i carpiani, ma spesso si trovavano in disaccordo.
Fu durante una di queste discussioni, nel maggio o luglio di quell'anno, che i pretoriani decisero di intervenire. Entrarono nella stanza dove i due si trovavano, li bloccarono, li spogliarono, li condussero nudi per le vie di Roma, li torturarono e poi li uccisero. In quello stesso giorno, Gordiano III venne proclamato unico imperatore (238-244). Gordiano I e Gordiano II vennero deificati dal senato.